# Af Chapman
af Chapman – fregata zacumowana na zachodnim brzegu wyspy Skeppsholmen w centrum Sztokholmu. Na jej pokładzie działa obecnie schronisko młodzieżowe.

## Historia i rejsy
Statek został zbudowany w Wielkiej Brytanii w latach 1885–88 w stoczni Whitehaven Shipbuilding & Co. w Whitehaven jako towarowy żaglowiec linii australijskiej i początkowo nazywał się Dunboyne. Od 1915 r. przeszedł pod szwedzką banderę i po modernizacji oraz zmianie nazwy na G.D. Kennedy pływał jako statek szkolno-towarowy zabierając do 30 uczniów. Od 1923 r. jako statek szkolny szwedzkiej marynarki wojennej, już pod nazwą af Chapman (nadanej na cześć wiceadmirałowi Frederikowi Henrikowi af Chapman), okrętował 20 osób załogi i 250 kadetów. W 1937 r. wycofany ze służby czynnej i został wykorzystywany jak szkolny hulk.

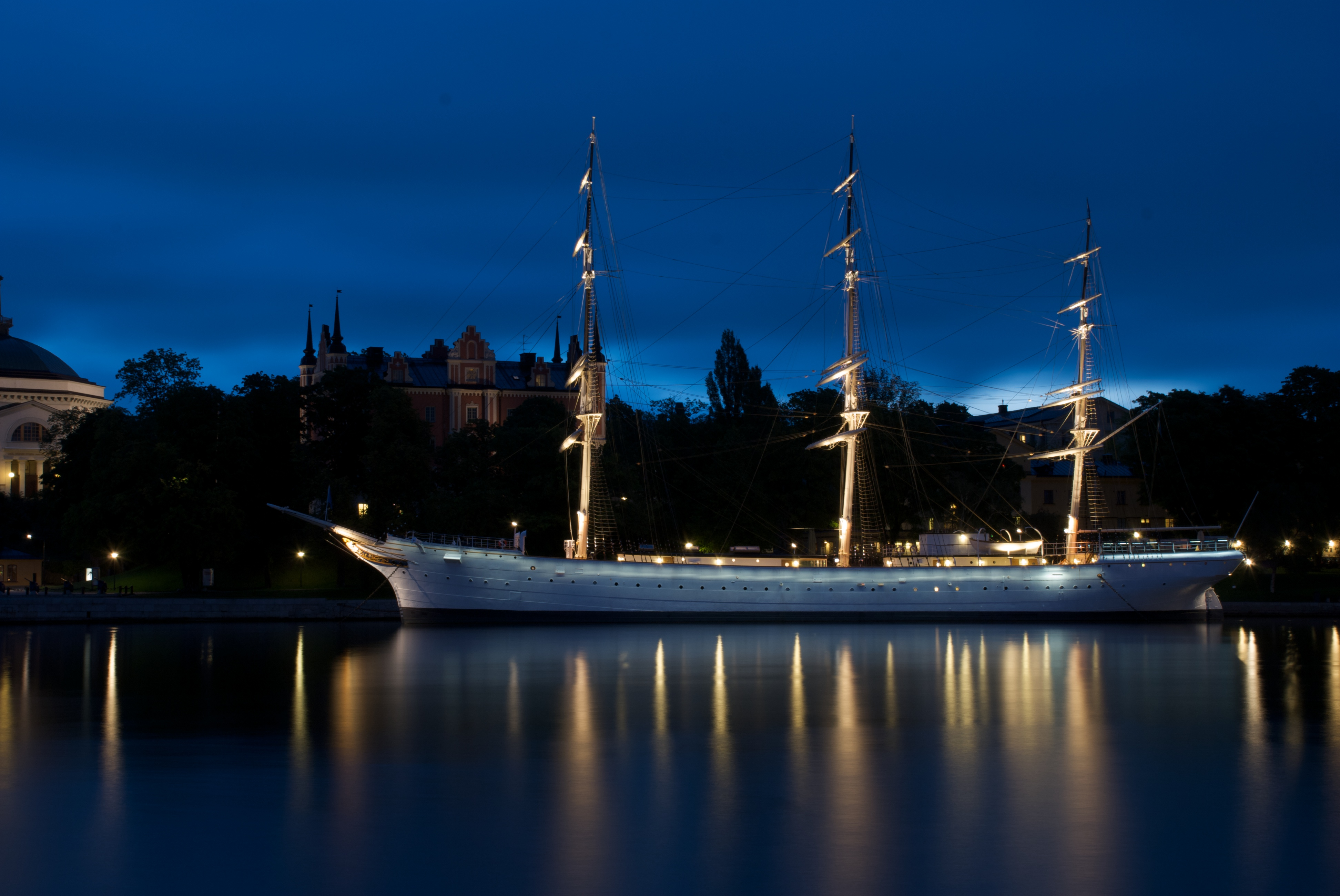
af Chapman nocą

W 1947 ocalony przed złomowaniem dzięki działaniom Sztokholmskiego Muzeum Miejskiego, od 1949 administrowany przez Szwedzką Organizację Turystyczną (Svenska Turistföreningen) jako schronisko z 285 miejscami sypialnymi.
W 2008 roku przeszedł modernizację.

## Inne okręty o tej nazwie
Nazwę "af Chapman" nosiły wcześniej, w szwedzkiej marynarce wojennej, dwa okręty:
- 44 działowa fregata zbudowana w 1803 w Karlskronie, sprzedana do Kolumbii w 1825
- 36 działowa fregata zbudowana w 1830 w Karlskronie, przebudowana w 1854 na 24 działową korwetę, złomowana w 1884